# Чадборн (Північна Кароліна)
Чадборн (англ. Chadbourn) — місто (англ. town) в США, в окрузі Колумбус штату Північна Кароліна. Населення — 1574 особи (2020).

## Географія
Чадборн розташований за координатами 34°19′29″ пн. ш. 78°49′32″ зх. д. / 34.32472° пн. ш. 78.82556° зх. д. (34.324630, -78.825436).  За даними Бюро перепису населення США в 2010 році місто мало площу 6,82 км², уся площа — суходіл.

## Демографія
Згідно з переписом 2010 року, у місті мешкало 1856 осіб у 809 домогосподарствах у складі 477 родин. Густота населення становила 272 особи/км².  Було 951 помешкання (139/км²).
Расовий склад населення:
| - 56,9 % — чорних або афроамериканців - 38,2 % — білих - 2,2 % — корінних американців - 0,3 % — азіатів - 1,0 % — осіб інших рас |

До двох чи більше рас належало 1,5 %. Частка іспаномовних становила 2,6 % від усіх жителів.
За віковим діапазоном населення розподілялося таким чином: 26,6 % — особи молодші 18 років, 56,5 % — особи у віці 18—64 років, 16,9 % — особи у віці 65 років та старші. Медіана віку мешканця становила 39,5 року. На 100 осіб жіночої статі у місті припадало 79,2 чоловіків;  на 100 жінок у віці від 18 років та старших — 71,8 чоловіків також старших 18 років.
Середній дохід на одне домашнє господарство  становив 36 344 долари США (медіана — 25 871), а середній дохід на одну сім'ю — 42 079 доларів (медіана — 33 864). Медіана доходів становила 25 590 доларів для чоловіків та 22 438 доларів для жінок. За межею бідності перебувало 33,5 % осіб, у тому числі 54,5 % дітей у віці до 18 років та 17,2 % осіб у віці 65 років та старших.
Цивільне працевлаштоване населення становило 686 осіб. Основні галузі зайнятості: освіта, охорона здоров'я та соціальна допомога — 30,6 %, мистецтво, розваги та відпочинок — 18,2 %, виробництво — 17,1 %.